# Project Sport Hronov
Project Sport Hronov je české sdružení ledního hokeje, které sídlí ve městě Hronov v Královéhradeckém kraji. Zřízeno bylo v roce 2004 pro organizaci ligy neregistrovaných na zimním stadionu města z Hronova. V letech 2014–2015 působil pod záštitou sdružení hokejový tým PS Hronov, který hrál v Královéhradecké krajské soutěži, páté české nejvyšší soutěži ledního hokeje.
Své domácí zápasy odehrává ve Wikov aréně.

## Přehled ligové účasti
Stručný přehled
Zdroj: 
- 2014–2015: Královéhradecká krajská soutěž (5. ligová úroveň v České republice)

Jednotlivé ročníky
Zdroj: 
Legenda: ZČ - základní část, červené podbarvení - sestup, zelené podbarvení - postup, fialové podbarvení - reorganizace, změna skupiny či soutěže
| Česko (2014 – 2015) |                                |           |          |                                       |          |
| Sezóny              | Soutěž                         | Úroveň    | ZČ       | Play-off, nadstavba, sk. o udržení... | Poznámky |
| 2014/15             | Královéhradecká krajská soutěž | 5. úroveň | 3. místo | O pohár předsedy KVV ČSLH (1. místo)  |          |